# Bantha

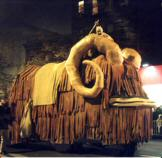
Pop van een bantha tijdens een Halloween-optocht in New York

De Bantha is een fictieve diersoort van de planeet Tatooine uit de filmserie Star Wars.

## Uiterlijk
Banthas zijn olifant-achtige dieren met een lange, dikke vacht. Hun hoofden lijken nog het meest op bizons. Ze hebben hoeven en een lange, harige staart. Hun kop is behaard en hun bek steekt iets naar voren. Boven op de kop zitten twee lange kromme hoorns. De ogen en oren zitten verborgen tussen de vacht.
Een Bantha kan 100 jaar oud worden en wel 4000 kilo wegen. Bij de geboorte weegt een Bantha 50 kilo. 
Bantha worden veel gebruikt door de mens en Tusken Raiders. Ze worden gebruikt als pakdieren, maar ook veel gebruiksvoorwerpen zijn van Bantha makelij.

## In de films en spellen
Banthas komen voor in de delen I, II, IV en VI.
De Bantha is onder andere te zien wanneer Luke Skywalker gered moet worden door Ben Kenobi op Tatooine, nadat Luke een alleenstaande Bantha aan het observeren was en werd overvallen door Tusken Raiders.
Ook komen Banthas voor in het spel Star Wars: Knights of the Old Republic. Daar zijn ze te vinden in de Dune Sea en in het kamp Tusken Raider vlak buiten Anchorhead. Ook komen ze voor in Star Wars: Galaxies. In Lego Star Wars The complete saga zijn de Banthas te zien als lego-versies.